# Dead End : Le Parc du paranormal
Pour les articles homonymes, voir Dead End.
Dead End : Le Parc du paranormal (en anglais : Dead End: Paranormal Park) est une série d'animation britannico-américaine d'après la série de bande dessinée DeadEndia de Hamish Steele. Produite par Netflix et Blink Industries, la série raconte les aventures d'un groupe d'amis travaillant dans un parc d'attraction hanté.
La première saison a été diffusée le 16 juin 2022 en tant qu'exclusivité Netflix. Une deuxième saison est sortie le 13 octobre 2022

## Synopsis
Barney, un garçon transgenre, et Norma, une adolescente insociale, trouvent un travail au parc d'attraction Dead End. Le parc se révèle réellement hanté, entre autres par une démone, Courtney, qui devient leur amie, et donne le don de la parole au chien de Barney, Pugsley. Tous les quatre vont faire face aux démons, sorcières et autres créatures surnaturelles du monde de Dead End, mais aussi affirmer leur identité.

## Personnages

### Personnages principaux
- Barney Guttman : un adolescent transgenre de dix-sept ans, qui a quitté le logis familial où il ne se sent pas accepté.
- Norma Khan : une adolescente pakistanaise-américaine dans le spectre autistique, passionnée par Pauline Phoenix, et par le parc créé en son hommage.
- Pugsley : le chien de Barney, il peut parler car il est possédé en partie par un puissant démon, Temeluchus
- Courtney : une démone d'un millier d'années, bannie de l'Enfer.
- Logan "Logs" Nguyen : chargé de la sécurité au parc, il est vietnamien-américain. Barney est amoureux de lui.
- Badyah "Deathslide" Hassan : une collègue de Barney et Norma au parc, iranienne-américaine et musulmane.

## Distribution

### Voix originales
- Zach Barack : Barney Guttman
- Kody Kavitha : Norma Khan
- Alex Brightman : Pugsley
- Emily Osment : Courtney
- Clinton Leupp : Pauline Phoenix
- Kenny Tran : Logan "Logs" Nguyen
- Kathreen Khavari : Badyah "Deathslide" Hassan
- Patrick Stump : Josh

### Voix françaises
- Gimbord Jonathan : Barney Guttman
- Emmylou Homs : Norma Khan
- Antoine Schoumsky : Pugsley "Pugs", Pauline Phoenix, Tamaluchas
- Youna Noiret : Courtney "La Rouquine"
- Pascal Nowak : Logan Nguyen
- Kelly Marot : Badyah "Le Toboggan de la Mort" Hassan, Swaty Khan
- Jimmy Costa : Josh
- Nathalie Homs : Zagan, Roxie
- Jeremy Prevost : Harmony, Main-Dragor

## Épisodes

### Première saison (juin 2022)
1. Au boulot (The Job)
2. Le tunnel (The Tunnel)
3. Faites-moi confiance (Trust Me)
4. La Nuit des enfants vivants (Night of the Living Kids)
5. L'étrange Noël de monsieur Jack en été (The Nightmare Before Christmas in July)
6. Durée d'attente : 22 minutes (Wait Time: 22 Minutes)
7. Norma Kahn, détective du surnaturel (Norma Khan: Paranormal Detective)
8. Pauline Phoenix (The Pauline Phoenix Experience)
9. Le Fantôme du parc d'attraction (The Phantom of the Theme Park)
10. Les Flammes de l'enfer (Into the Fire)

### Deuxième saison (octobre 2022)
1. Un strike pour les anges
2. Des personnes comme les autres
3. Barney à l'épreuve
4. A table les parents !
5. Ma loi de l'attraction
6. 1600 ans et toutes ses dents
7. Poupées de frissons
8. L'envers du décor
9. Ca monte
10. L'épreuve du scrutateur

## Réception
The Hollywood Reporter remarque « la diversité de la distribution en termes de race, de genre et de sexualité » et le mélange de plusieurs genre, la série étant « à parts égales comédie, horreur et récit de formation ».
The Verge inscrit Dead End à la suite des séries Steven Universe, She-Ra et les Princesses au pouvoir et Luz à Osville, et espère que d'autres séries LGBTQ et inclusives continueront de paraître.
Pour Mashable, Dead End est une série « fièrement LGBT » qui « réchauffe le cœur ».
Pour The Daily Beast, cette série est « le genre de représentation trans qu'on attendait » au moment où se fait entendre une inquiétante rhétorique anti-trans.